# Okeh Records
La Okeh Records è un'etichetta discografica statunitense specializzata in musica jazz e blues, fondata nel 1916 dalla Otto Heinemann Phonograph Corporation. Sin dal 1926, è sussidiaria della Columbia Records (ora a sua volta sussidiaria della Sony Corporation).

## Storia
La Okeh venne fondata da Otto K. E. Heinemann (1877–1965), dirigente della divisione statunitense della tedesca Odeon Records. Heinemann incorporò la Otto Heinemann Phonograph Corporation nel 1916, costruendo il proprio studio di registrazione e impianto di produzione vinili a New York, cominciando la commercializzazione e distribuzione dei propri prodotti nel settembre 1918. Heinemann formò il nome dell'etichetta discografica dalle proprie iniziali; sulle primissime etichette dei dischi, il nome era trascritto OkeH. Nel 1919, la società partner della compagnia venne rinominata "General Phonograph Corporation", e quindi il nome dell'etichetta fu cambiato in OKeh. Il primo direttore musicale fu Fred Hager, spesso accreditato sotto lo pseudonimo "Milo Rega".
Inizialmente la Okeh pubblicò canzoni popolari, balli, e numeri di vaudeville, ma Heineman volle anche distribuire generi musicali "negletti" dalla maggior parte delle altre case discografiche. Così la Okeh produsse serie di registrazioni in tedesco, ceco, polacco, svedese, e yiddish destinate alle comunità di immigrati negli Stati Uniti. Alcune venivano importate dall'Europa, altre venivano incise ex-novo dalla Okeh a New York.
Nel 1920, la registrazione di Ralph Peer della cantante blues afroamericana Mamie Smith in Crazy Blues, si rivelò un successo inaspettato per la Okeh. Quindi, la compagnia decise di concentrarsi sul mercato del blues e del jazz. Nel 1922, venne assunto Clarence Williams come direttore del dipartimento "Race record" (essenzialmente dei 78 giri destinati prevalentemente al pubblico afroamericano contenenti musica jazz, gospel e blues) presso gli studi di New York. In seguito, la Okeh aprì uno studio a Chicago, capitale del jazz negli anni venti, dove il direttore era Richard M. Jones. Molti classici del jazz di artisti rilevanti quali King Oliver, Lucille Bogan, Sidney Bechet, Hattie McDaniel, Louis Armstrong, e Duke Ellington furono incisi per la Okeh. In quanto parte della Carl Lindstrom Company, i dischi della Okeh venivano distribuiti da altre consociate della Lindstrom, inclusa la Parlophone in Gran Bretagna.
Basandosi sulla quantità di dischi prodotti, le star principali della Okeh furono Louis Armstrong, Duke Ellington, Lonnie Johnson, Joe Venuti & Eddie Lang, Victoria Spivey, Clarence Williams, Miff Mole, Sophie Tucker, e Seger Ellis. Anche King Oliver e Bennie Moten incisero per la Okeh prima di trasferirsi ad altre etichette.
Nel 1926, la Okeh fu venduta alla Columbia Records. La Columbia e le sue successive consociate (ARC, CBS e Sony Music) sono proprietarie dell'etichetta da allora.

## Race record
L'incisione originale del brano Crazy Blues da parte di Mamie Smith ebbe luogo nel 1920. La General Phonograph Corp, casa madre della Okeh, sfruttò il successo della Smith per coltivare un nuovo mercato. Fotografie della Smith, e liste dei suoi dischi furono stampati in svariati giornali riservati ai neri come Chicago Defender, Atlanta Independent, New York Colored News, ed altri. Con il passare del tempo, la Okeh iniziò a specializzarsi sempre più nel mercato della musica afroamericana scritturando in esclusiva artisti quali Sara Martin, Eva Taylor, Shelton Brooks, Esther Bigeou, e Handy’s Orchestra. Quindi, cominciò la produzione della serie speciale 8000 dedicata esclusivamente alle incisioni di artisti "di colore". Il successo della serie portò la Okeh ad effettuare registrazioni "sul posto", dove la musica in questione veniva eseguita.
La serie 8000, iniziata nel 1921, si protrasse fino alla fine del 1934 con ultimo numero di catalogo 8966. È attualmente molto ricercata dagli appassionati ed ha raggiunto importanti quotazioni sul mercato del collezionismo, in parte perché molti artisti blues e jazz che incisero su etichetta Okeh, successivamente registrarono solo pochi altri dischi.